# Чапмен, Алван Уэнтуорт
А́лван Уэ́нтуорт Ча́пмен (англ. Alvan Wentworth Chapman, 1809—1899) — американский врач и ботаник-любитель XIX века.
Известен научным трудом «Флора южных Соединённых Штатов» (англ. Flora of the Southern United States), первым всесторонним описанием растений Юга США.
Внёс существенный вклад в мировую ботанику. Описал 330 ботанических таксонов.

## Краткая биография
В молодости изучал древние языки в Амхерст-колледже (англ. Amherst College), получил медицинское образование, в 1846 году — степень доктора медицины.
В 1847 году поселился на побережье Флориды, в городке Апалачикола (англ. Apalachicola), посвятив всю оставшуюся жизнь исцелению больных.
Ботаника была его увлечением, которому он отдавал своё свободное время.
В 1859 году, подытожив свои естественно-научные занятия, с планом своей главной книги он посетил Гарвардский университет, где советовался со знаменитым ботаником Эйсой Греем и в течение 5 месяцев совершенствовал свой труд.
Выход книги состоялся в 1860 году. Она выдержала ещё два издания при жизни автора — в 1884 и 1897 годах.

## Главная книга

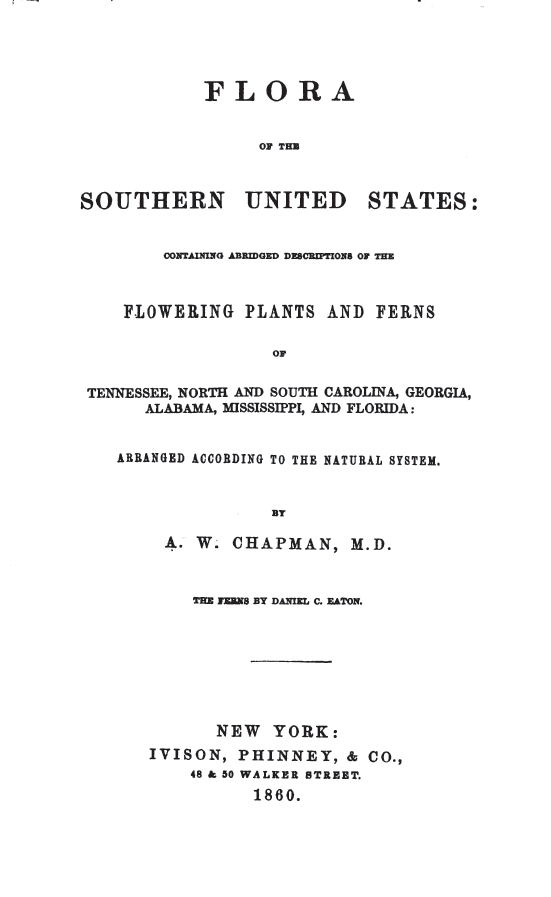
Титульный лист

- Chapman, A. W.; Eaton, D. C. Flora of the Southern United States: Containing Abridged Descriptions of the Flowering Plants and Ferns of Tennessee, North and South Carolina, Georgia, Alabama, Mississippi, and Florida, Arranged According to the Natural System. Ivison, Phinney and Co., New York. 1860.[3]

## Именем Чапмена названы

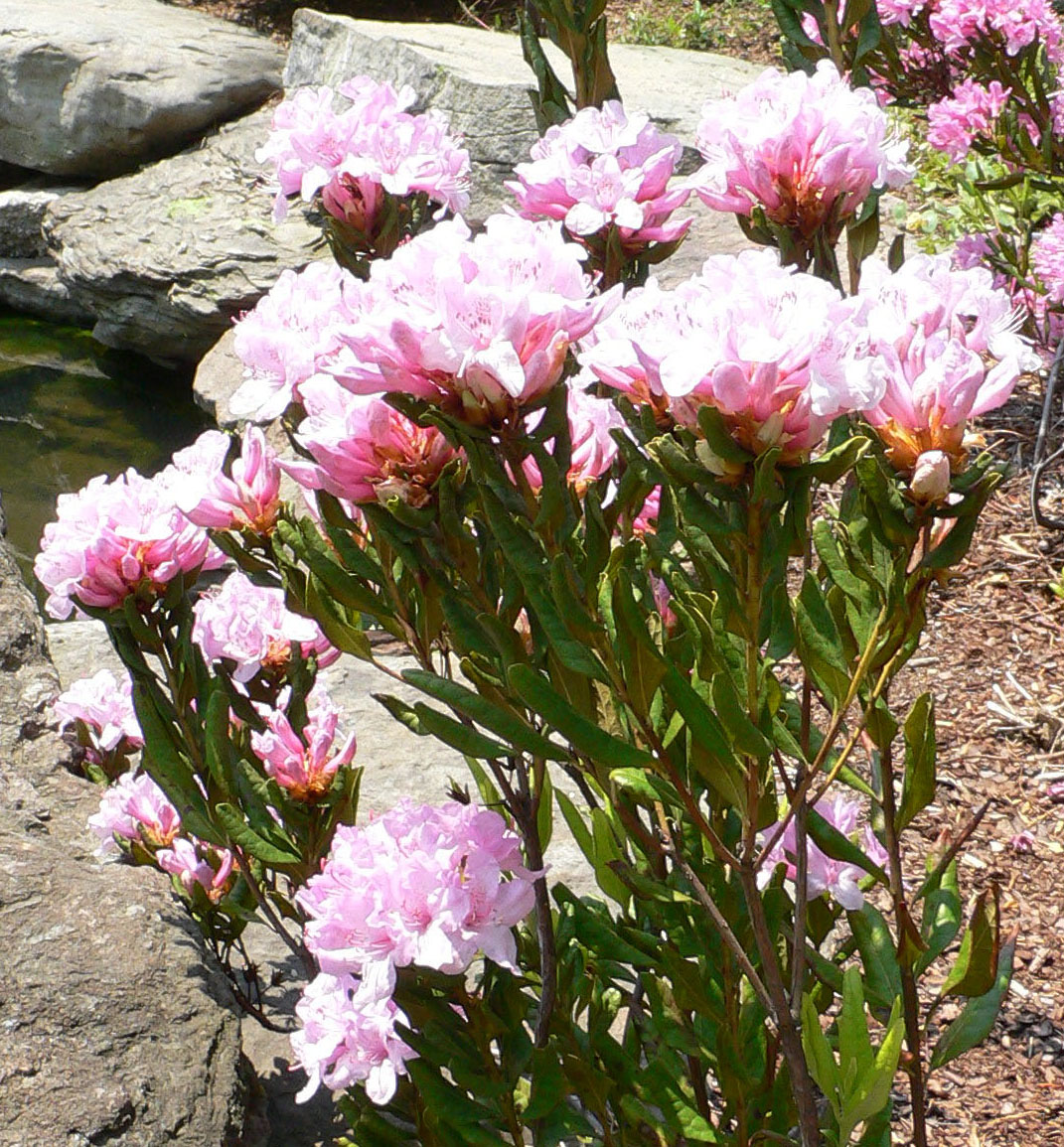

Род растений из семейства Бобовые (Fabaceae) — Чапмения (Chapmannia Torr. & A.Gray).